# 座頭市と用心棒
『座頭市と用心棒』（ざとういちとようじんぼう）は、1970年1月15日に公開された日本映画。

## 概要
勝新太郎のライフワーク『座頭市』シリーズの第20作であり、三船敏郎の代表作である『用心棒』との夢の対決を実現させた、勝プロダクション製作の時代劇映画。ヒロインに大映の看板女優であった若尾文子を迎え、往年の剣戟スター嵐寛寿郎、新劇の滝沢修などの豪華ゲストも話題となったが、一番の目玉は座頭市・勝と用心棒・三船の対決であり、本作は『座頭市』シリーズ最高の観客を動員するヒット記録した。
三船は当初軽いゲスト出演と思っていたらしく、台本の『座頭市と用心棒』のタイトルを見てたいそう驚いたそうである。勝プロが座頭市シリーズを本格的に制作をした最初の作品で（勝プロ発足当初、『座頭市牢破り』を単発で制作している）、以降の作品は全て勝プロ制作になる。本作はシリーズ最後の大映配給作品である（以降はダイニチ映配、東宝、松竹と変遷する）。
配給の大映は本作を当初、正月興行にしようと考えていたが、看板スターとエース監督である岡本喜八を貸し出した東宝の申し入れにより、正月明けの公開となった。このため、1962年の第1作以降、1968年まで間断なく制作されたシリーズが、1969年は一作も公開されないという事態に陥った。

## あらすじ
市が3年前に訪れた村は、川のせせらぎ梅の香りに包まれた平和な村だった。しかし市が再び訪れたその村は、ヤクザの小仏一家によって変わってしまっていた。市の来訪を知った小仏の政五郎は、一家の用心棒に市を斬るよう頼み込む。盲を斬ることを断った用心棒だったが、政五郎に100両出すと言われ、酒に酔ったまま市を斬りに行く。しかし、対決し市が容易に斬れる者ではないと悟ると、その日は斬るのを諦め、市を酒に誘う。互いを「バケモノ」「ケダモノ」と呼び合う2人だった。
2人の入った居酒屋で、市はかつて手を引いてもらった優しい女性・梅乃と再会する。喜ぶ市に対し、梅乃は覚えていないと冷たい態度を取る。政五郎に借金のある梅乃は市が去ったあと、用心棒に「小仏一家の手前、市に話しかけられなかった」となじるが、用心棒のことを憎からず思う気持ちにも気付いていた。
用心棒と梅乃から別れた市は、自分の凶状のため捕吏に捕まり、牢に入る。本来なら打ち首の市だったが、生糸問屋・烏帽子屋の口利きで番屋から出してもらう。烏帽子屋の主人・弥助は小仏の政五郎の実の父であるが、親子は対立していた。また政五郎は、父・烏帽子屋の隠している金塊を狙い、用心棒をなにかと頼りにしている。それを知る烏帽子屋は、市を手許に置いて身を守ろうとしていた。どうやら隠されている金塊は、烏帽子屋とその次男・三右衛門が八州見廻り役・脇屋とも共謀し、着服した御用金らしい。
江戸にいる三右衛門は父を心配し、九頭竜という名の浪人を送り込む。小仏一家の用心棒、烏帽子屋の九頭竜。曰くありげな2人をそれぞれ抱え、双方出入りの準備を始める。そして2人の素性を知った市も独自に動き始める。

## キャスト
- 座頭市：勝新太郎
- 梅乃：若尾文子
- 烏帽子屋弥助：滝沢修
- 小仏の政五郎：米倉斉加年
- 九頭竜・跡部九内：岸田森
- 兵六爺さん：嵐寛寿郎
- 脇屋陣三郎：神山繁
- 後藤三右エ門：細川俊之
- ちんぴら余吾：寺田農
- 偽按摩桑原涌之助：砂塚秀夫
- 馬瀬の藤三：草野大悟
- 鍛冶屋留吉：常田富士男
- 烏帽子屋番頭惣七：木村元
- 小仏一家の権：田中浩
- 小仏一家の松：木村博人
- 小仏一家の常：五味龍太郎
- 烏帽子屋の若い衆：浜田雄史
- 越川一
- 小仏一家のA：黒木現
- 小仏一家のB：新関順司郎
- 梅の家小女：熱田洋子
- 用心棒佐々大作：三船敏郎
- 賭博場の男：伴勇太郎 ※ノンクレジット

## スタッフ
- 監督：岡本喜八
- 製作：勝新太郎
- 原作：子母沢寛
- 脚色：岡本喜八、吉田哲郎
- 撮影：宮川一夫
- 音楽：伊福部昭
- 美術：西岡善信
- 編集：谷口登司夫
- 録音：林土太郎
- スチール：大谷栄一
- 照明：中岡源権

## 併映作品
- 『女組長』: マキノ雅弘監督